# Salcedia baroensis
Salcedia baroensis (лат.) — вид жуков-жужелиц из подсемейства скариты (Scaritinae, триба Salcediini).

## Распространение
Африка, Эфиопия, River Baro, бывшая провинция Иллубабор.

## Описание
Мелкие жужелицы. Длина тела около 3 мм, ширина около 1 мм. От близких видов отличается крупными размерами, удлиненным контуром надкрылий с максимальной шириной позади середины и переднеспинкой с зачатком наружного бокового киля в задней трети. Псевдохумерус имеет прямоугольную форму и имеют выступающий вбок зуб. Антенномеры продолговато-удлиненные. От схожего вида Salcedia nigeriensis отличается по боковому краю переднеспинки с одиннадцатью бугорками и косым основанием. От Salcedia utetea отличается удлиненными антенномерами и более короткими надкрыльями. Тело овальное удлинённое, основная окраска серая и землистая. Голова и переднеспинка вентрально с каналом для вложения усиков. Переднеспинка с двумя заметно приподнятыми продольными килями посередине. Надкрылья с несколькими продольными острыми килями. Голени килевидные. Голова, переднеспинка и задняя часть тела плотно и точно соединяются в положении покоя, защищая межсегментные связи.

## Таксономия
Вид был впервые описан в 2020 году швейцарским колеоптерологом Michael Balkenohl (Naturhistorisches Museum Bern, Берн, Швейцария). Видовое название дано по месту обнаружения у реки Baro (провинция Illubabor, Эфиопия).